# Station Andir
Andir is een spoorwegstation in Ciroyom (Andir), Bandung in de Indonesische provincie West-Java.